# Marcelo Chiriboga
Marcelo Chiriboga es un personaje ficticio que fue creado por José Donoso y retomado por Carlos Fuentes y otros autores como un “personaje mítico de la literatura ecuatoriana” para representar la literatura de ese país, ausente del boom.

## Historia
La primera aparición de Chiriboga habría sido en el libro El jardín de al lado, de Donoso, en 1981. Fuentes, en cambio, lo puso como personaje en Cristóbal nonato (1987) y reapareció en Diana o la cazadora solitaria (1994). Donoso lo volvió a incluir en la novela Donde van a morir los elefantes (1995) y como autor de la solapa de Nueve novelas breves (1997), aunque curiosamente –como en un grabado de Escher en clave temporal– este último volumen se publicó cuando Donoso ya había muerto; para abrir esa caja "con" secreto, digamos que "ese" Chiriboga de la solapa, o su párrafo, provienen del prólogo de "Nueve novelas breves", firmado por un tal MM: un prólogo cuya firma tenía doble fondo.
Diego Cornejo Menacho, en su libro Las segundas criaturas (2010), vuelve a utilizar al personaje Marcelo Chiriboga, mientras que Javier Izquierdo dirigió y escribió el guion del docuficción Un secreto en la caja, sobre la vida de Chiriboga.
Es en el documental de Izquierdo donde se realiza una falsa indagación exhaustiva sobre la vida de Chiriboga, por medio de supuestas entrevistas realizadas a personajes caracterizados por distintos actores, por excursiones a ciudades que el mismo Chiriboga visitó y en algunos en los que vivió por un tiempo, materiales de archivo comprobantes de la existencia de Marcelo Chiriboga y un estudio sobre su obra más compleja: La línea imaginaria. El documental no solo propone fijarse en la vida ficticia del personaje ecuatoriano integrante del boom latinoamericano, sino también evaluar aquellos conflictos de una ideología nacional, el análisis de la literatura en Ecuador, y conceder visibilidad a autores nacionales por los respectivos ciudadanos ecuatorianos.
Donoso, Fuentes, Cornejo e Izquierdo muestran diferentes versiones del personaje e incluso tienen datos distintos sobre su supuesta biografía.
El escritor peruano afincado en España Jorge Eduardo Benavides vuelve a usar en 2018 la figura mítica del "escritor ecuatoriano del boom" en su novela El asesinato de Laura Olivo, que se desarrolla en un ambiente literario entre Madrid y Barcelona, y cuya trama gira en buena parte alrededor de la novela inédita y desaparecida del fallecido Marcelo Chiriboga, al que Benavides adjudica una segunda pareja tras su ruptura con Adèle de Lusignan  y le hace morir en un accidente de automóvil en Gerona. En una vuelta de tuerca metaliteraria, el autor hace aparecer como personaje al muy real escritor chileno Jorge Edwards, quien habla con admiración de su ficticio colega ecuatoriano:

Era, qué duda cabe, un gran escritor. Quizá era el más completo de nosotros y, junto con Julito Cortázar, el más lúdico, el más audaz técnicamente. Parecía escribir con absoluta sencillez, pero tenía una disciplina que hacía palidecer de envidia a Mario [Vargas Llosa]. (pp. 246-247)

Chiriboga no es el único escritor ficticio ecuatoriano del boom. Santiago Gamboa también nombra a tres supuestos escritores ecuatorianos en su novela Los impostoresː Crispín Rocafuerte, Arístides Chivitá y Ramón Roncancio.
El actor Alfredo Espinosa interpretó a Chiriboga en el documental de ficción Un secreto en la caja.

## Biografía ficticia
Marcelo Chiriboga nació en 1933 en una ciudad de los andes ecuatorianos, Cuenca o Riobamba.
Hijo de Bartolomeo Chiriboga y Beatriz Lalama, hacendados de la sierra. Marcelo tuvo una infancia feliz junto a sus hermanos Antonio y Eloisa. Aprendió a hablar quichua cuando jugaba con los hijos de los empleados de la hacienda. Chiriboga admiraba mucho a su hermano mayor, Antonio, pero este murió en la guerra de 1941 con el Perú, ya que su padre al ser un militar retirado lo envió porque creía que esta sería una carrera ideal. 
En 1942 el Ecuador firmó bajo presión militar el Protocolo de Río de Janeiro en el que cedía más de la mitad de su territorio al Perú. Pero los gobiernos siguientes no reconocieron esto y se creó el mito de “El país que no sabe verse en el espejo”. La guerra fue uno de los detonantes para que Marcelo escribiera su obra maestra “La Línea Imaginaria”. No solo por la muerte de su hermano, sino por los efectos que causó a la juventud del país.
En 1949 por el terremoto de Ambato su padre tuvo que migrar al Oriente, mientras que Marcelo, Eloisa y su madre se mudaron a Quito.
En su juventud Marcelo trabajó en el diario El Comercio, escribió para diferentes secciones del diario hasta que empezó a publicar sus propios textos con el seudónimo de “Pepito Donaire”. Hasta que en 1960 el diario es cerrado por el presidente José Velasco Ibarra al leer un editorial de “Pepito Donaire” en el que cuestiona la nulidad del Protocolo de Río de Janeiro, por parte del presidente, ya que al Ecuador le costaba aceptar su derrota luego de la guerra del 41.
En 1962 hubo una rebeldía en contra del sistema por parte de Marcelo Chiriboga. No terminó sus estudios y empezó a ver un poco más la parte política. Se juntó con unos compañeros para organizar la Guerrilla del Toachi. Organizaron su campamento a orillas del río Toachi, esta fue considerada la primera guerrilla del Ecuador. Marcelo escribió sobre ella en su libro Diario de un Infiltrado. Sus integrantes fueron reprimidos antes de emprender acción alguna, probablemente por la presencia de infiltrados en sus filas. 
En 1963 publicó un volumen de relatos titulado Jardín de piedra, que ganó el premio Casa de las Américas, y en 1969 apareció su primera novela, La línea imaginaria, su libro más importante.
Chiriboga estuvo casado con una actriz de cine, para algunos se llamaba Remil Lowemberg y para otros Adéle de Lusignan, con quien tuvo una hija, Sofía, nacida en 1975.
En Berlín, donde se exilió luego de una aventura guerrillera, Marcelo Chiriboga escribió su novela Diario de un infiltrado, en 1973. En 1978 publicó La caja sin secreto, su tercera novela, que lo llevaría a ganar el Premio Cervantes en 1979, pero Chiriboga lo rechazó por considerarlo fatídico para su obra. El gobierno francés le otorgó el título de Caballero de las Artes y de las Letras.
En 1980, después de dos décadas de exilio, Marcelo Chiriboga volvió al Ecuador. Se encerró en su casa a escribir hasta su fallecimiento, en 1990, a los 57 años de edad. Fue sepultado en su hacienda familiar al pie de un árbol de magnolia. Este hecho también paso desapercibido en el país
Una teoría afirma que Marcelo Chiriboga murió de cáncer al hígado en París, en 1996. Esta teoría también asegura que él no tuvo descendencia y que, además, escribió una cuarta novela, La caja secreta.